# 중국철로고속

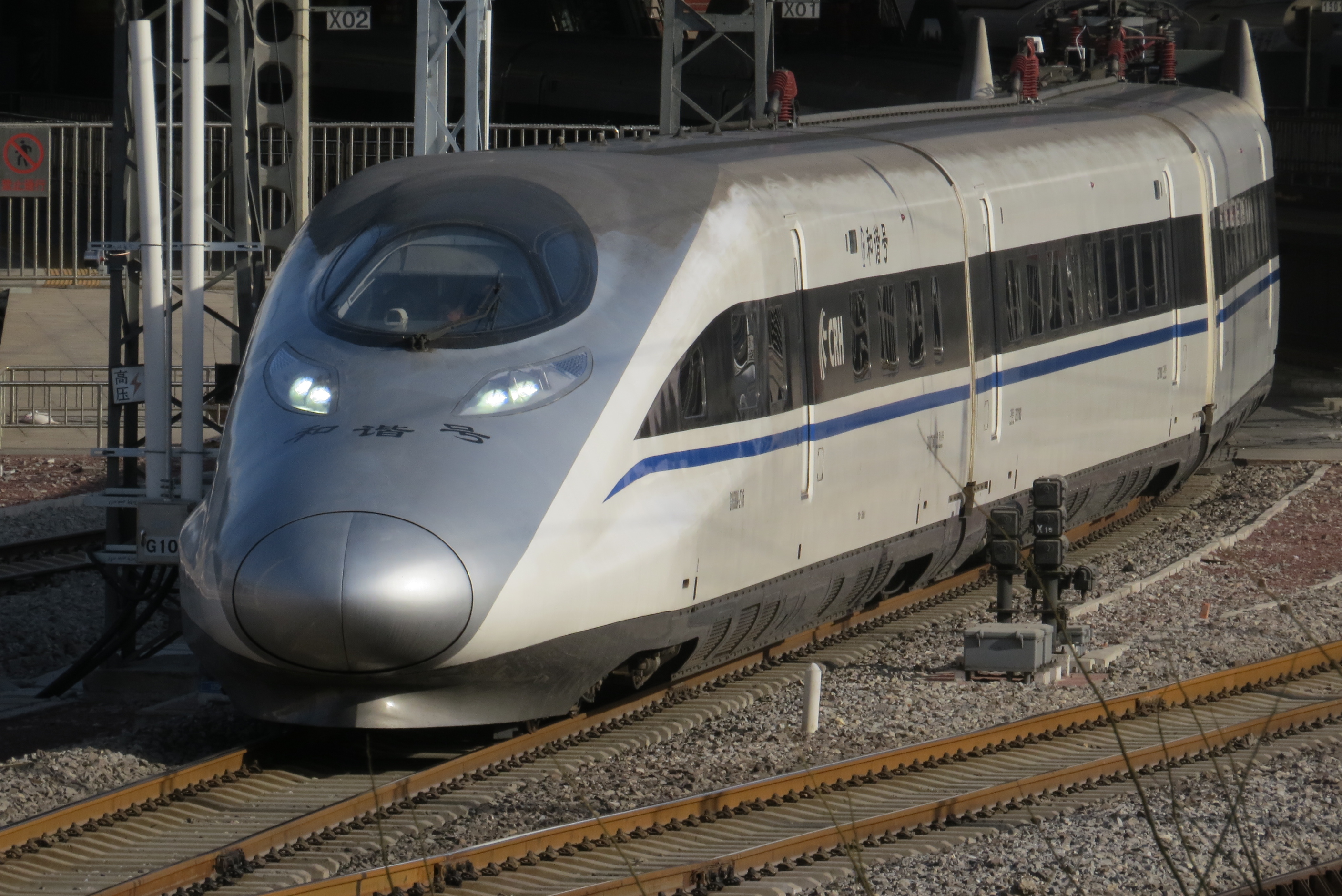
CRH380A

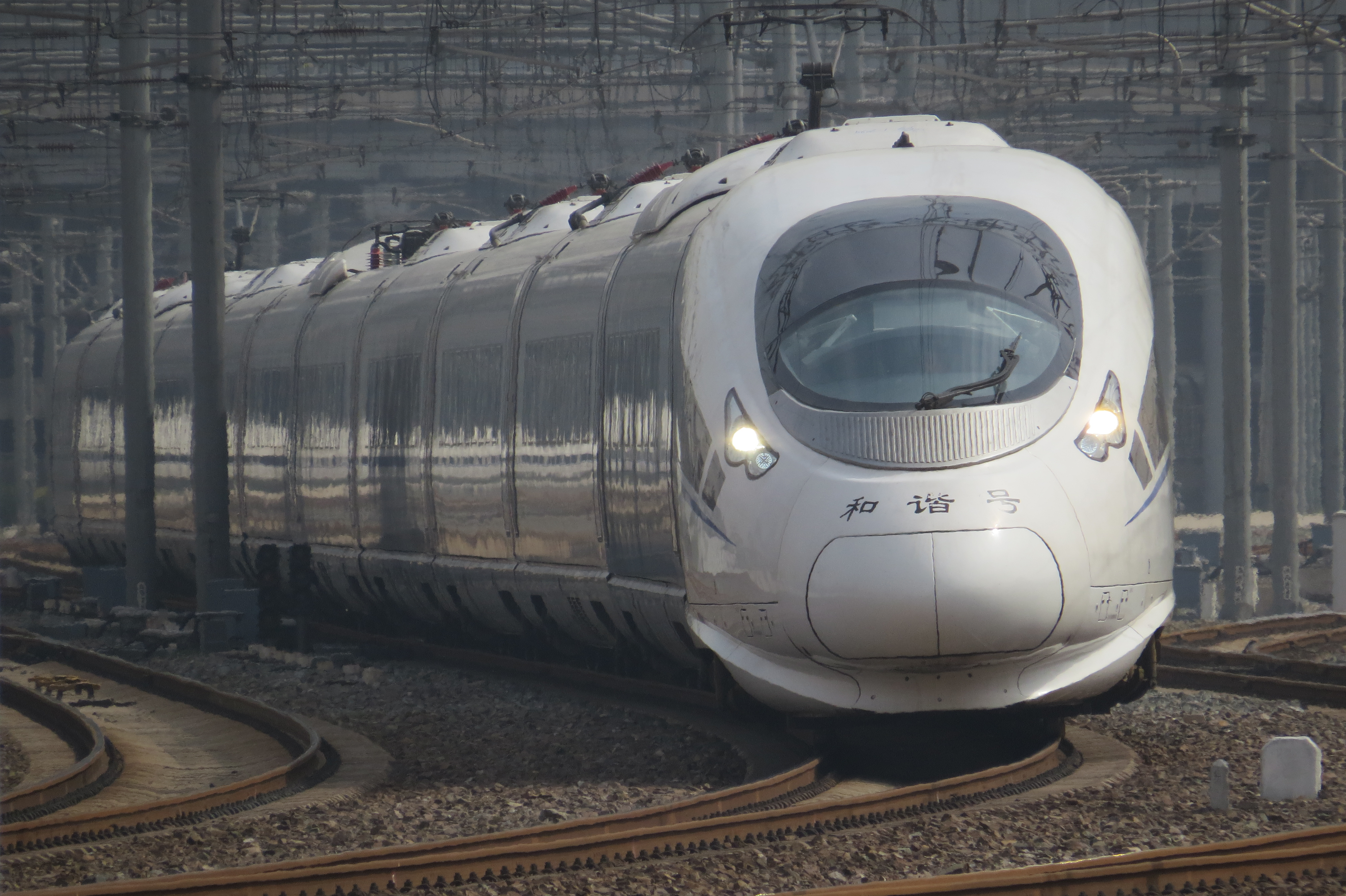
CRH380CL

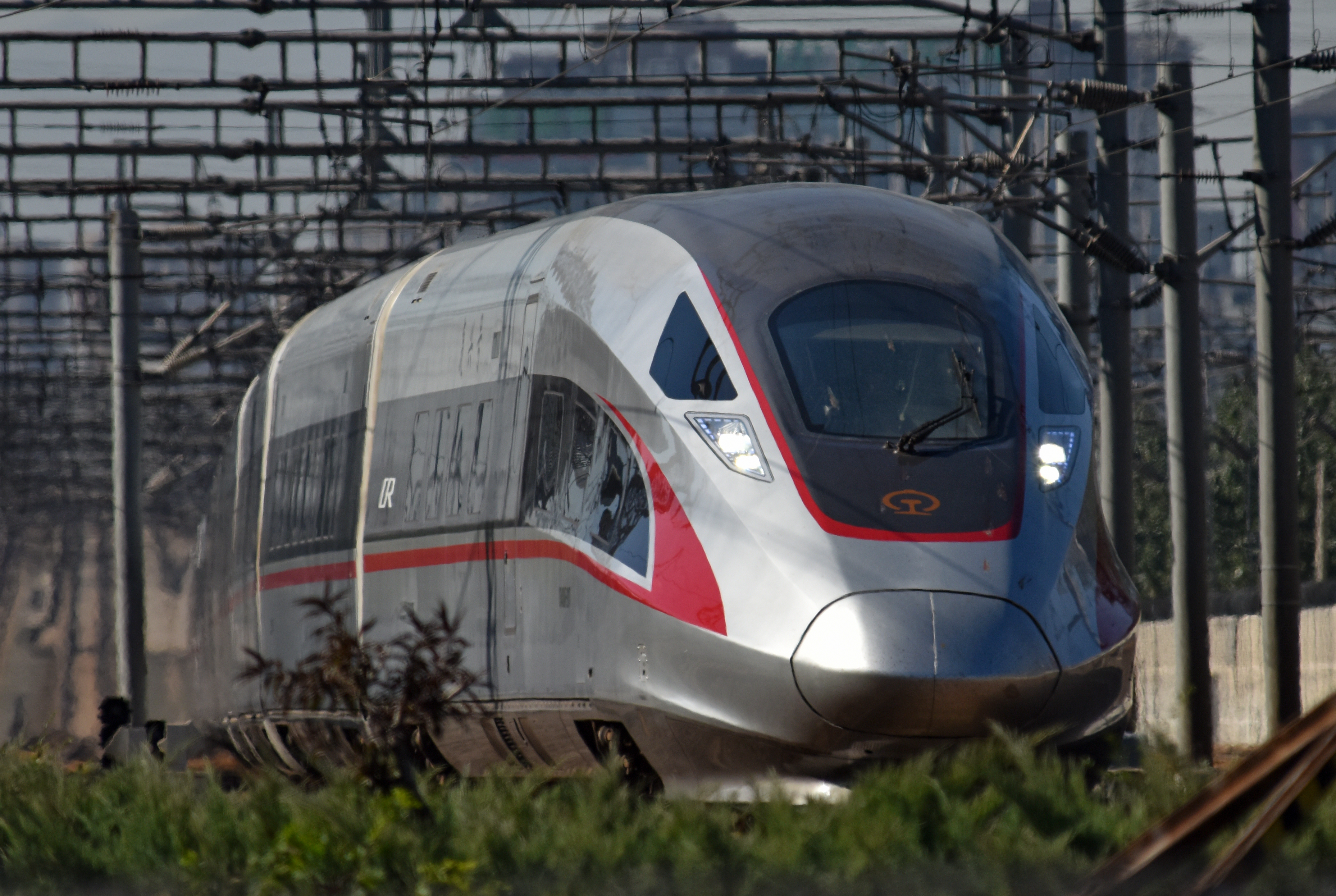
CR400AF

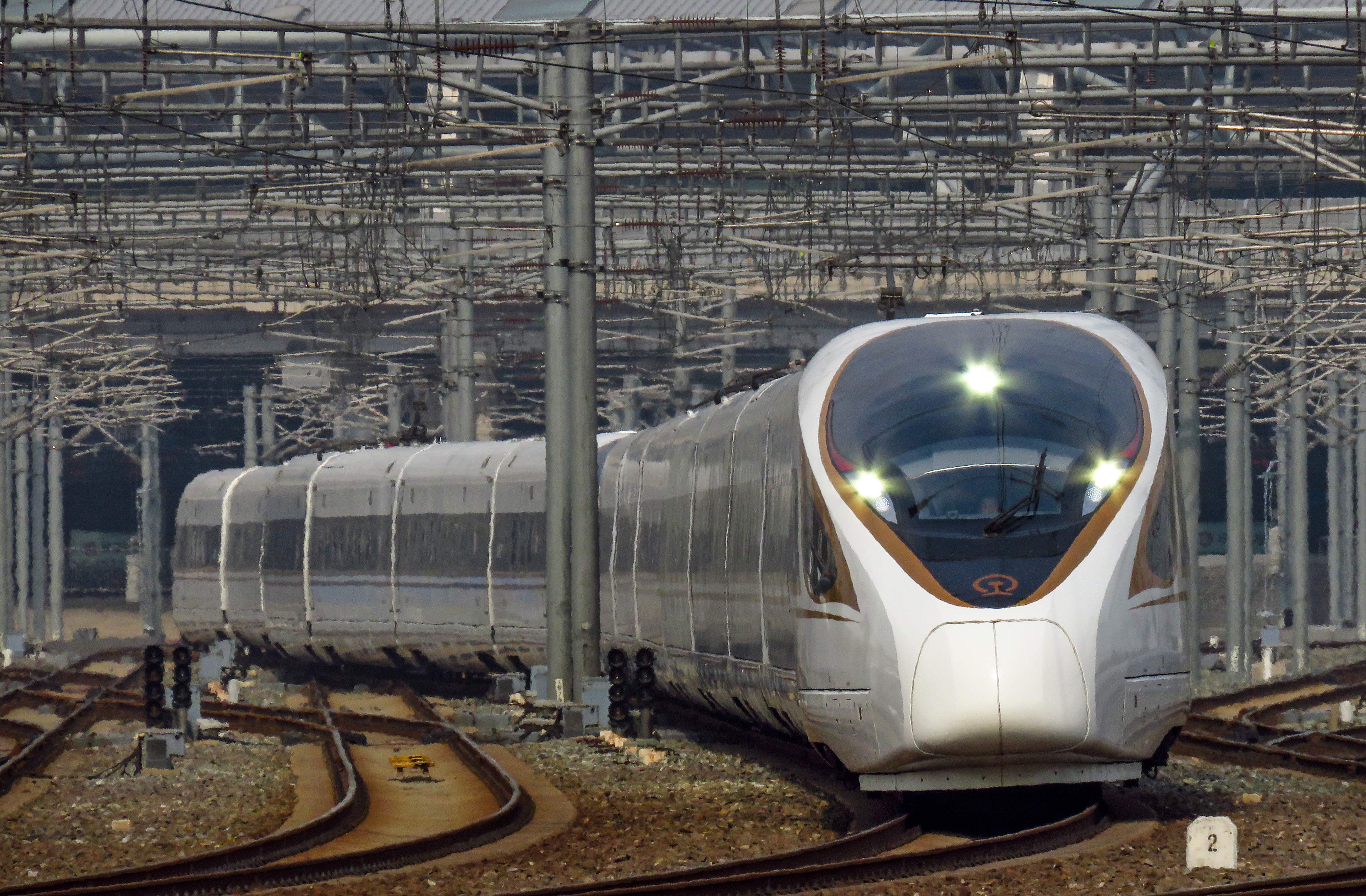
CR400BF

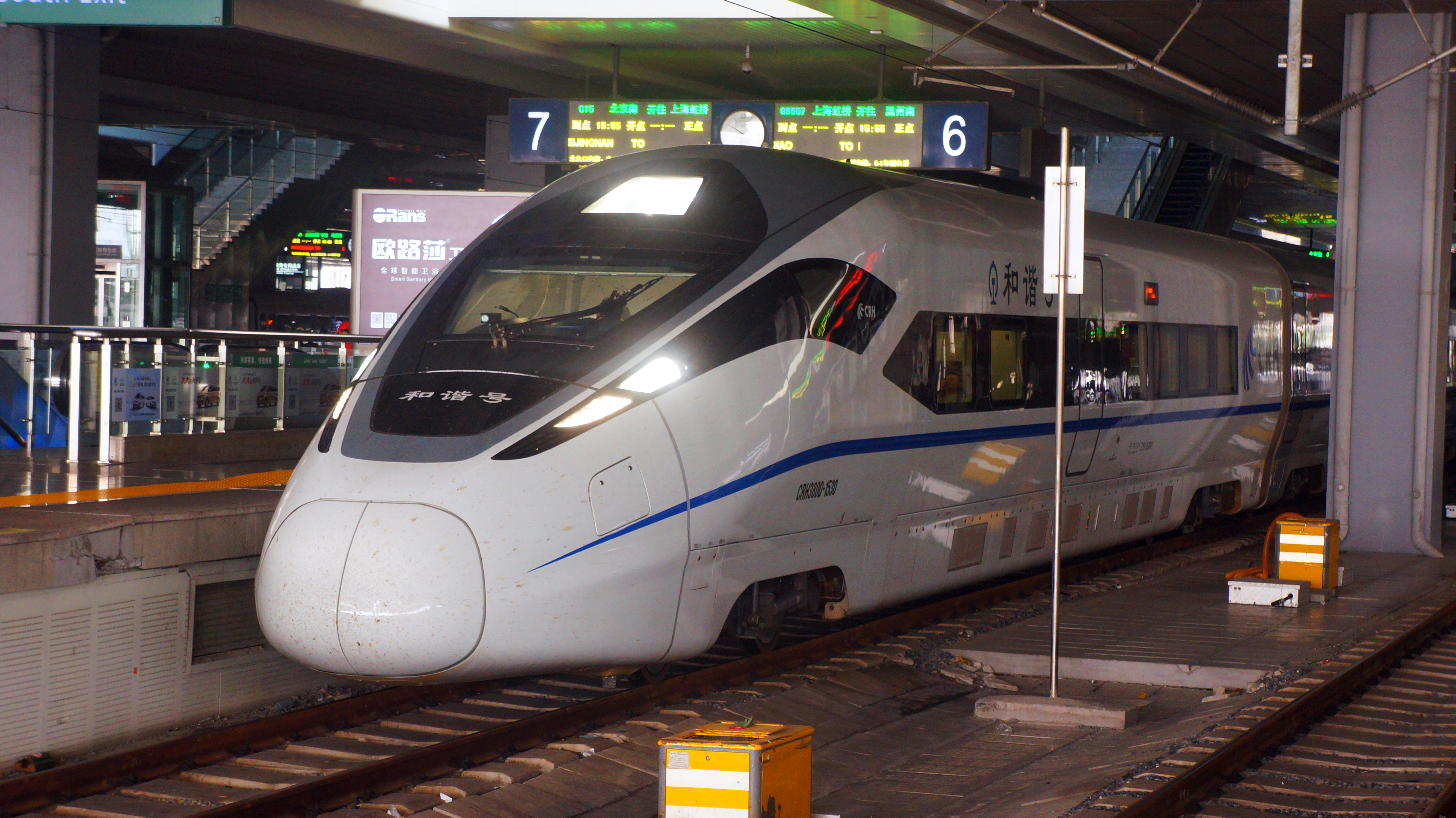
CRH380D

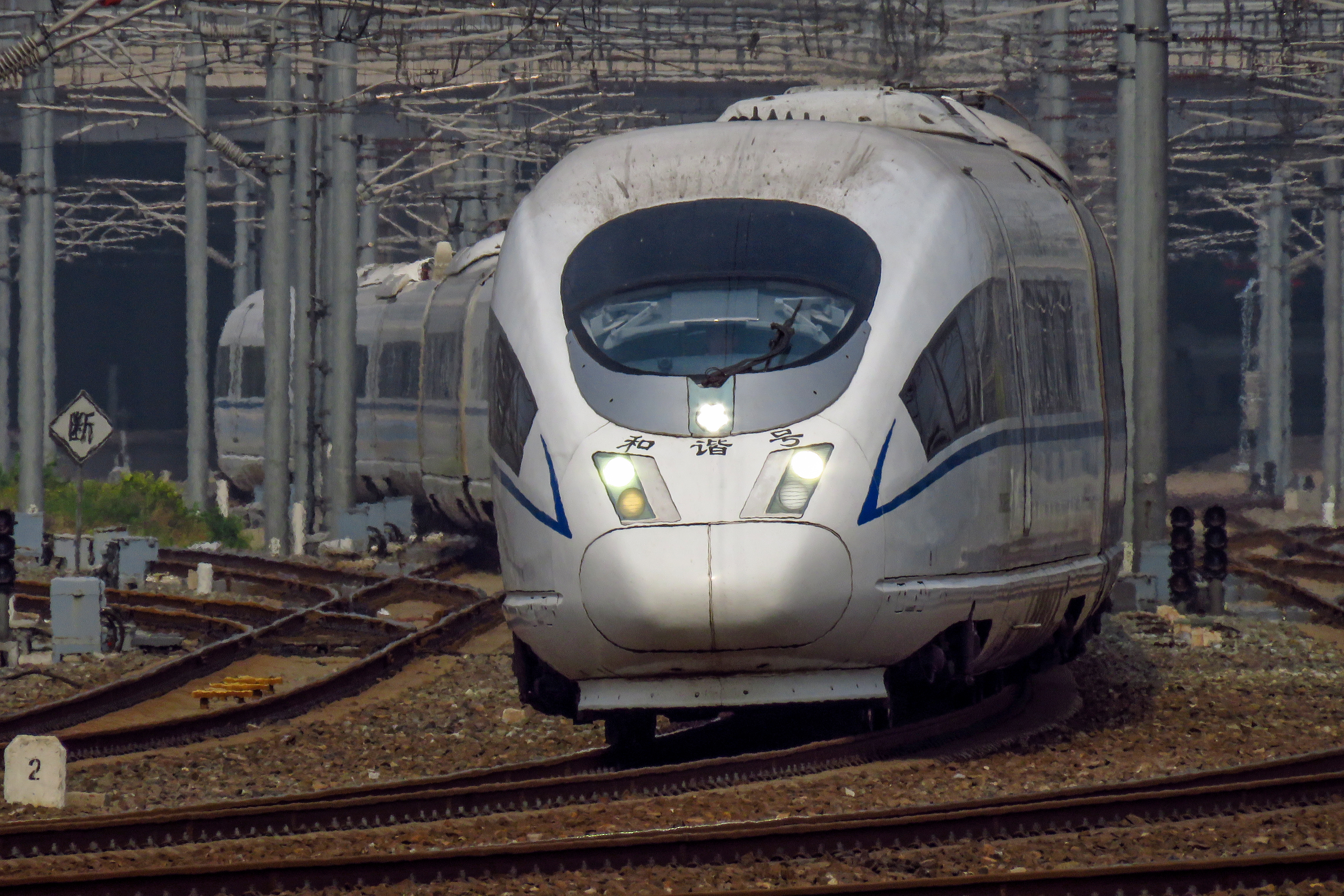
CRH380BG

중국철로고속(중국어: 中国铁路高速, China Railway High-speed, CRH)은 중화인민공화국의 철도 전용으로 도입된 고속철도 차량으로 외국에서 기술 이전을 목적으로 라이선스 생산된 철도 차량이다.

## 개요
국토가 넓은 중국에서 물류와 이동의 시간을 줄여줄 수 있는 빠른 철도의 등장은 필수불가결한 요소였는데 고속철도의 자체 개발에 실패한 이후 합자회사 설립 등 외국의 기술이전을 통해 등장한 것이 중국철로고속이다. CRH1형, CRH2형, CRH5형은 최고 속도 200km/h 이상, CRH2, CRH3 차세대형은 최고 속도 350km/h의 속도를 낼 수 있고 CRH형의 대부분은 2007년 4월 18일 제6차 철도고속화로 제공되었지만, 중국의 모든 고속 열차를 CRH형으로 대체하지는 못했다. 이듬해 2010년 9월 27일 중국최초 독자개발열차 CRH380이 영업속도 350km/h의 속도를 낼 수 있으며 곧 상업운행에 들어가게 될 것이다.
각각 정원이 610~668명으로 8량 편성으로 구성되어 있다. CRH1은 캐나다의 봄바디어와 중국의 쓰팡 그룹(四方集団)과의 합작 기업 Bombardier Sifang Power Transportation에 의해서, 산둥성 칭다오에서 제조되었다. CRH의 차량은 국제 철도연합 등의 국제기준을 만족시키기 위해 각각 차량은 8.5t 무게의 강도를 견딜 수 있는 알루미늄 합금을 사용하고 있다.

## 모델
- CRH1 : 봄바디어 레지나 C2008가 기반
- CRH2 : 가와사키 중공업 차량 회사의 신칸센 E2계 전동차가 기반
- CRH3 : 지멘스 벨라로(ICE3)가 기반
- CRH5 : 알스톰 펜도리노(Pendolino)가 기반
- CRH380 : 중국남차집단 차량 제조집단의 중국 독자개발열차

자국 기술로 고속철도 차량 개발을 위해 만들어진 중화지성(中華之星)은 잦은 문제가 발생하였고, 최고 속도도 160km/h에 머물렀다. 그 후 해외에서의 기술이전을 통해 자국의 고속철도 차량을 개발하는 것으로 기본 계획을 변경하여 해외 기술로 차량을 제조하였다.

## 갤러리

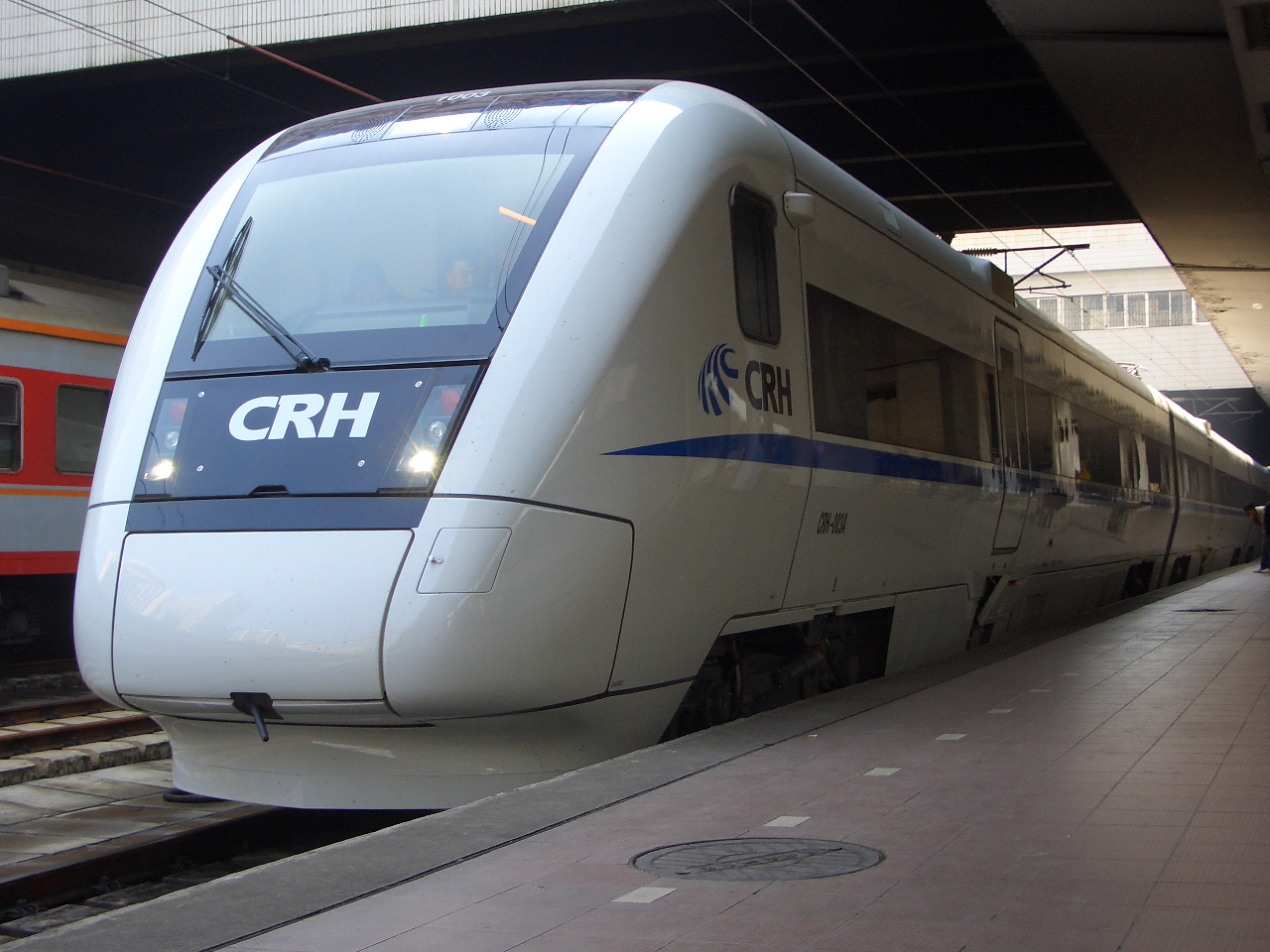
CRH1
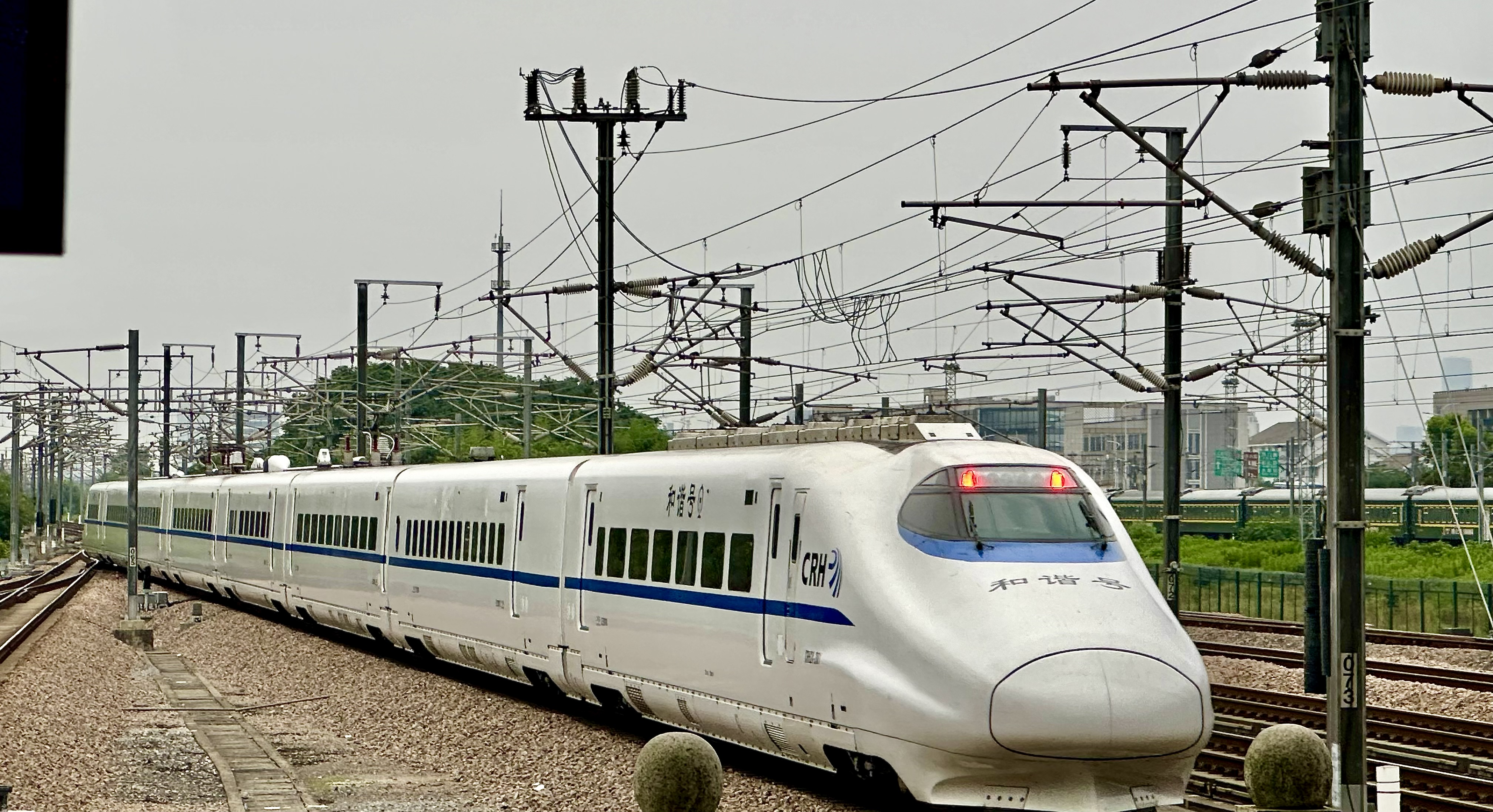
CRH2
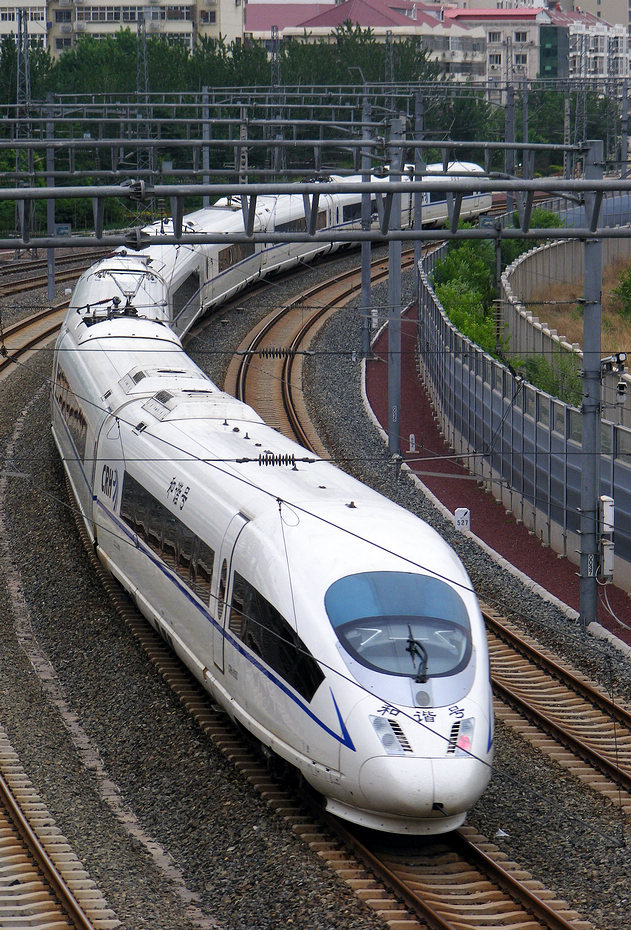
CRH3
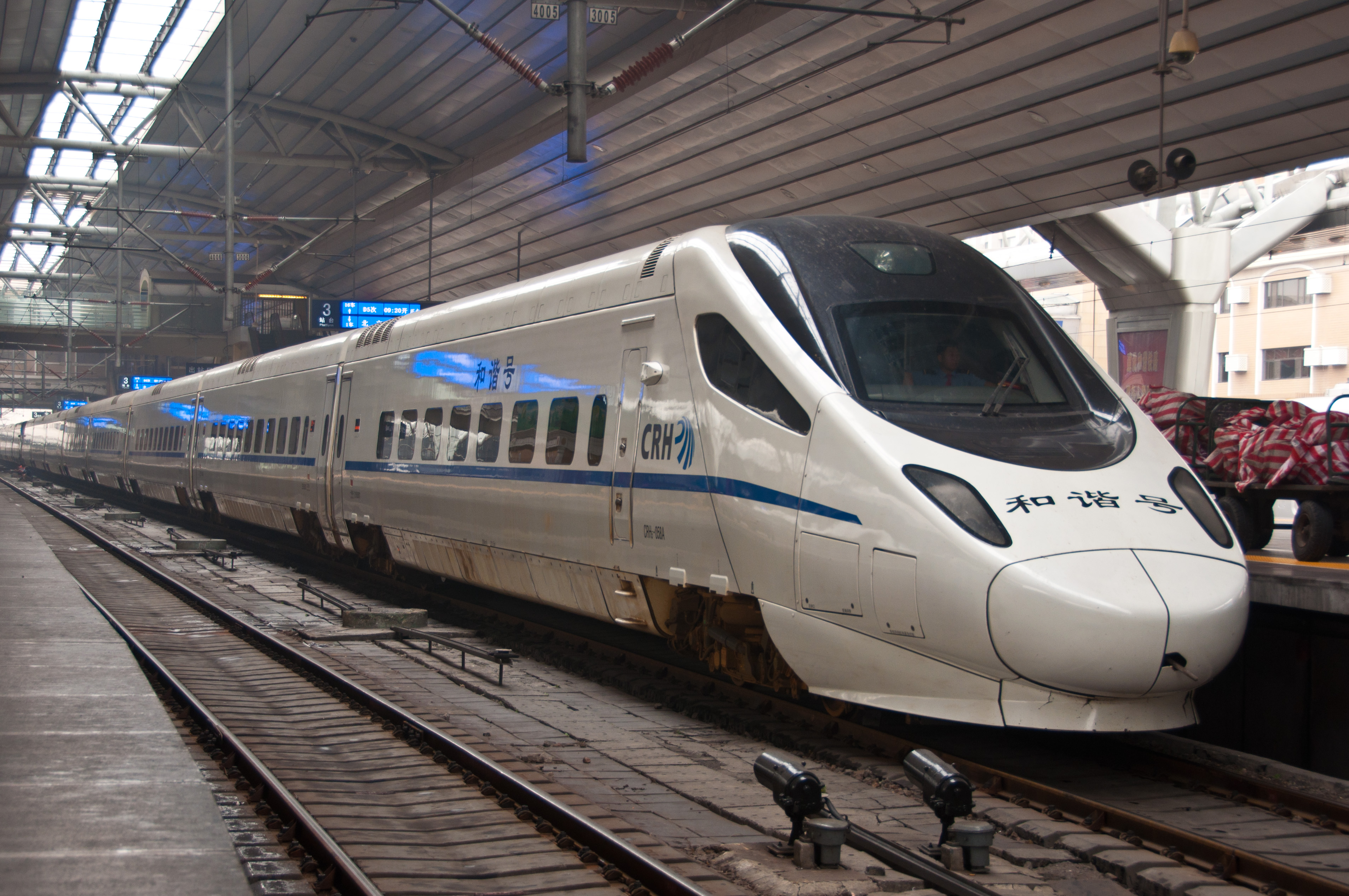
CRH5
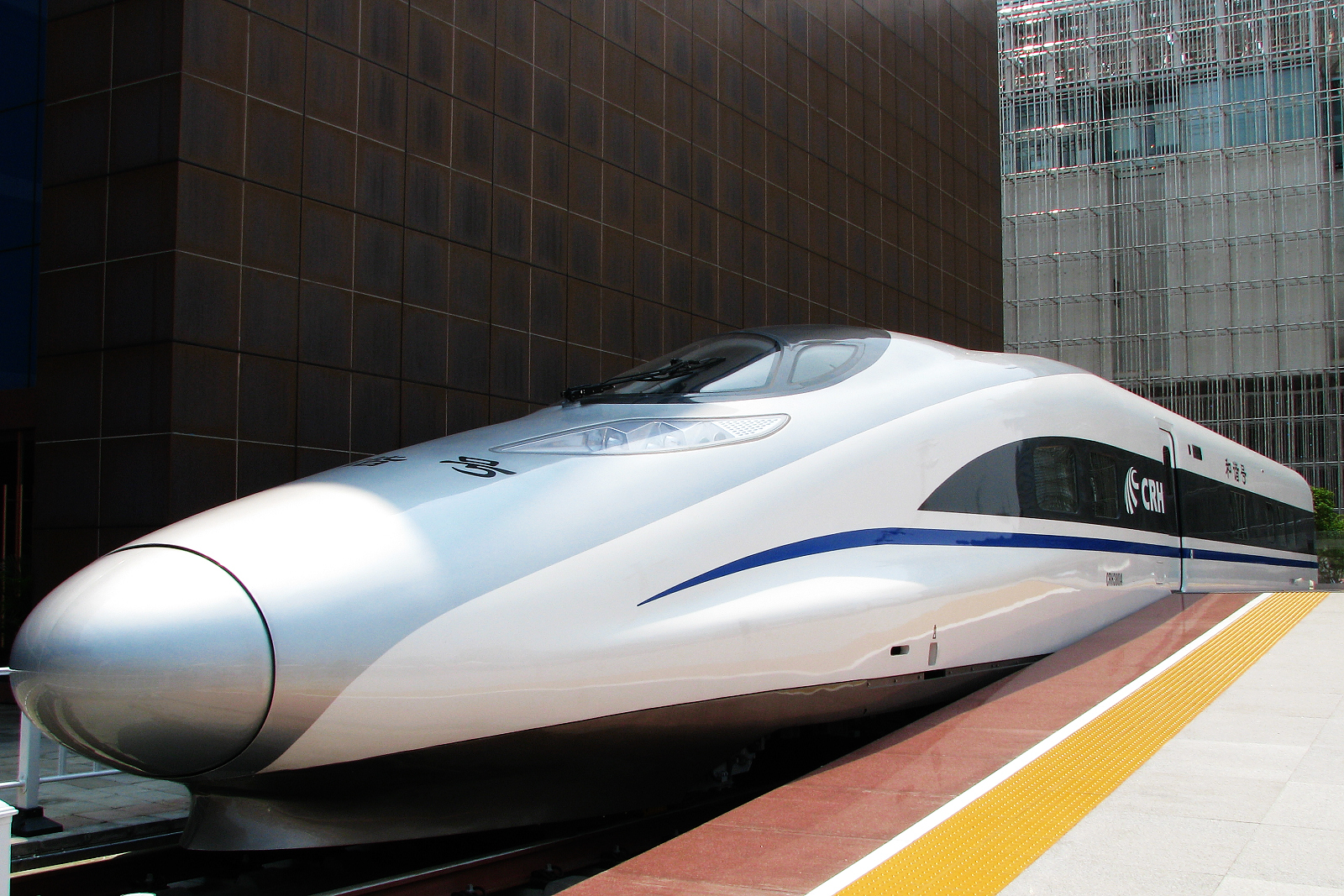
CRH380
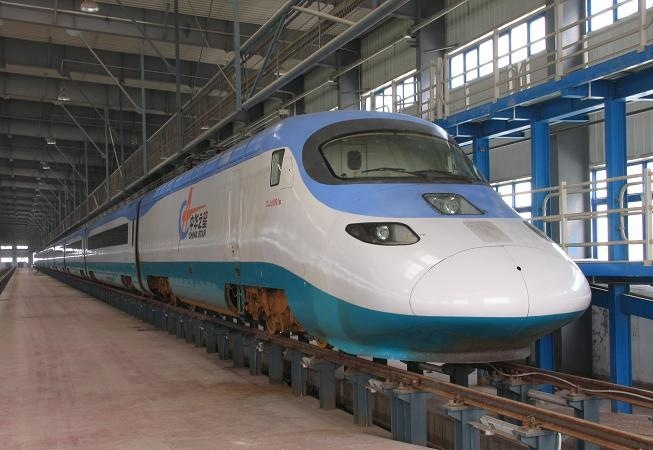
차이나스타
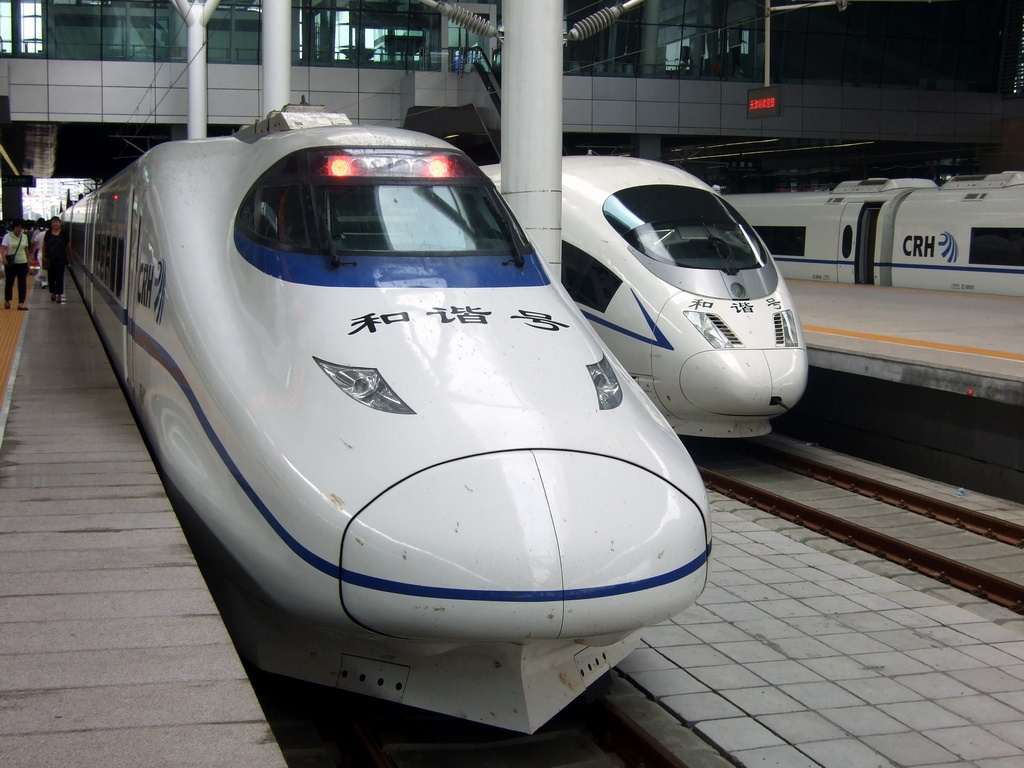
CRH2C&CRH3C, Tianjin Station

## 사건, 사고
- 2011년 원저우 철도 추돌 탈선 사고

## 같이 보기
- 중화인민공화국의 고속철도 (중국어 위키백과)
- 중화인민공화국의 고속철도 노선 목록 (중국어 위키백과)